# Bridgwater Town F.C.
Bridgwater United FC là một câu lạc bộ bóng đá có trụ sở tại Bridgwater, Somerset, Anh. Trực thuộc Liên đoàn Somerset County FA, câu lạc bộ hiện thi đấu tại Western League Premier Division và có sân nhà ở Fairfax Park.

## Danh hiệu
- Western League
  - Nhà vô địch mùa giải 1967–68, 1980–81
  - Nhà vô địch Division One mùa giải 1995–96
  - Nhà vô địch League Cup mùa giải 1957–58, 1981–82, 2002–03, 2004–05
  - Nhà vô địch Alan Young Cup các mùa giải 1968–69 (chia sẻ danh hiệu với Glastonbury Town), 1971–72
- Somerset County League
  - Nhà vô địch Premier Division các mùa giải 1989–90, 1990–91, 1991–92
  - Nhà vô địch Division One các mùa giải 1986–87
- Weston & District League
  - Nhà vô địch Division Two các mùa giải 1908–09, 1911–12
- Somerset Senior Cup
  - Nhà vô địch các mùa giải 1898–99, 1993–94, 1995–96
- Somerset Premier Cup
  - Nhà vô địch mùa giải 1958–59